# ليو بوناتيني
ليوناردو بوناتيني لونر مايا (بالبرتغالية: Leonardo Bonatini Lohner Maia) (مواليد 28 مارس 1994) هو لاعب كرة قدم برازيلي يلعب حاليًا في غراسهوبور السويسري.

## الإنجازات
- حقق مع نادي الهلال السعودي : بطولتين
- الدوري السعودي للمحترفين: موسم 2016 /2017
- كأس خادم الحرمين الشريفين: موسم 2016 /2017

## روابط خارجية
- ليو بوناتيني على موقع قاعدة بيانات كرة القدم.إي يو (الإنجليزية)
- ليو بوناتيني على موقع Soccerbase.com (لاعب) (الإنجليزية)
- ليو بوناتيني على موقع Soccerway.com (الإنجليزية)
- ليو بوناتيني على موقع عالم كرة القدم.نت (الإنجليزية)
- ليو بوناتيني على موقع AS.com (الإسبانية)

- Léo Bonatini